# My iz dzjaza
My iz dzjaza (russisk: Мы из джаза, da.: Vi fra jazzen) er en sovjetisk musicalfilm fra 1983 instrueret af Karen Sjakhnazarov. Filmen blev indspillet i Mosfilms studier i efteråret i 1982 og blev udgivet den 6. juni 1983. Filmen blev den vist på landsdækkende sovjetisk tv første gang den 29. juni 1986.
Filmen solgte i udgivelsesåret 17,1 mio. biografbilletter og blev den mest sete sovjetiske film det år. Filmen blev også eksporteret til flere lande og modtog en række priser og nomineringer ved filmfestivaler, herunder nominering til prisen som bedste spillefilm ved Filmfestivalen i Chicago i USA. Den blev af læserne af magasinet Sovjetisk Lærred kåret som "Årets bedste musicalfilm". Jelena Tsyplakova modtog ved prisen for bedste kvindelige hovedrolle ved De unge filmfolks festival i Moskva i 1984 og samme år juryens specialpris ved den internationale filmfestival for musicalfilm i Grenoble.

## Handling
Filmen foregår i Sovjetunionen i 1920'erne i tiden med den nye økonomiske politik, NEP. Kostja Ivanov, studerende på Odessa musikskole, er fascineret af en ny retning inden for musik - jazz. Det falder ikke i god jord, og han må vælge mellem studier og sin yndlingsmusik. Han vælger jazzen og opretter sit eget jazzband. De to venner, Stjopa og Zhora, slutter sig til bandet, og det nyslåede jazzband begynder prøverne og beslutter sig for at slå igennem i Moskva ...

## Medvirkende
- Igor Skljar som Konstantin Ivanov
- Aleksandr Pankratov-Tjornyj som Stepan Arkadjevitj Grusjko
- Nikolaj Averjusjkin som Georgij Rjabov
- Pjotr Sjjerbakov som Ivan Ivanovitj Bavurin
- Jelena Tsyplakova som Katja Bobrova